# Província d'Oriente

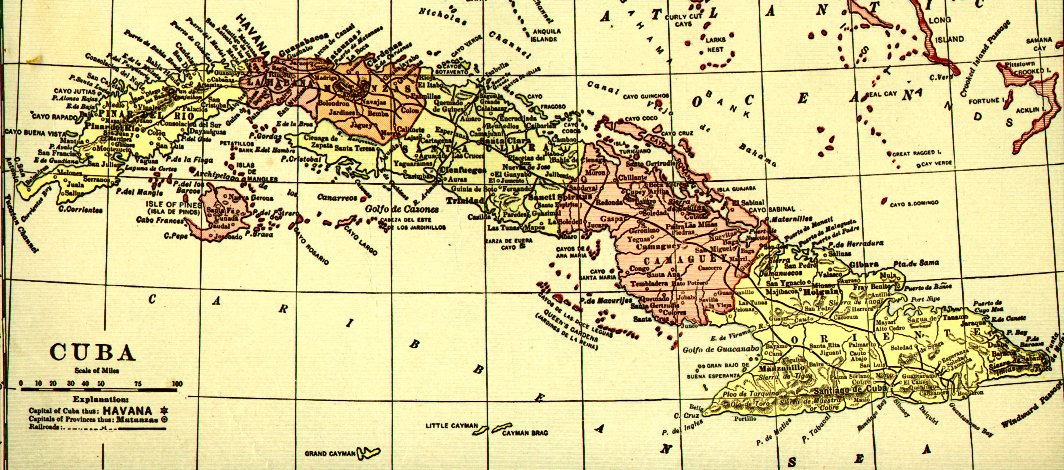
Mapa de les províncies de Cuba al 1910

La província d'Oriente era un dels sis departaments o províncies de Cuba fins al 1976. Amb anterioritat al 1905 era anomenada com a Província de Santiago de Cuba. La capital de la província era Santiago de Cuba. En l'actualitat encara s'empra el nom per a referir-se a la part est de l'illa antillana.
La província desaparegué l'any 1976 a causa de la redistribució administrativa que comportà l'aprovació de la llei 1304 del 3 de juliol del mateix any. De la seva dissolució en sorgiren les noves províncies de:
- Las Tunas
- Granma
- Holguín
- Santiago de Cuba
- Guantánamo

Els municipis que formaven l'antiga província d'Orient eren: Amancio, Colombia, Jesús Menéndez, Jobabo, Majibacoa, Manatí, Puerto Padre, Victoria de Las Tunas en la província de Las Tunas; Antilla, Báguanos, Banes, Cacocum, Calixto García, Cueto, Frank País, Gibara, Holguín, Mayarí, Moa, Rafael Freyre, Sagua de Tánamo, Urbano Noris en la província d'Holguín; Bartolomé Masó, Bayamo, Buey Arriba, Campechuela, Cauto Cristo, Guisa, Jiguaní, Manzanillo, Media Luna, Niquero, Pilón, Río Cauto, Yara en la de Granma; Contramaestre, Guamá, Mella, Palma Soriano, San Luis, Santiago de Cuba, Segundo Frente, Songo - La Maya, Tercer Frente a la província de Santiago de Cuba i Baracoa, Caimanera, El Salvador, Guantánamo, Imías, Maisí, Manuel Tames, Niceto Pérez, San Antonio del Sur, Yateras en la de Guantánamo.